# Goldener Stuhl
Im Allgemeinen verbindet man mit dem Begriff Goldener Stuhl eine der Staatsinsignien des westafrikanischen Königreichs Asante.   Er erlangte insbesondere im Zusammenhang mit dem Aschantisch-Britischen Krieg von 1900 allgemeine Berühmtheit, denn einer der Anlässe zu diesem Krieg war die britische Forderung nach der Herausgabe des Goldenen Stuhles gewesen.
Allerdings gab es Goldene Stühle als Staatsinsignien auf der Goldküste bereits vor der Staatsgründung Asantes, wie z. B. in Accra und Denkyira. Nationale Symbole, die mit dem Gold als wirtschaftliche Hauptressource verbunden waren, spielten im Prozess der Staatenbildung im Hinterland der Goldküste besonders in Bezug auf das soziopolitische Umfeld eines solchen Staatswesens eine wichtige Rolle.

## Der Goldene Stuhl Denkyira
Mit dem Sieg Denkyiras über Adansi im Jahre 1659 und einige Zeit später über Twifo, Assin, Wassaw, Aowin und Sehwi (bzw. deren regionale Vorläuferstaaten) gingen die wichtigsten goldproduzierenden Zentren des Goldküstenhinterlandes in den Machtbereich Denkyira über. Auch die Staaten der Amantuo-Konföderation, d. h. des politischen Vorläufers Asantes, waren bis zur Staatsgründung Asantes, bzw. dem darauffolgenden Asante-Denkyira-Krieg (1699–1702), dem mächtigen Denkyira gegenüber tributpflichtig.
Neben den goldproduzierenden Zentren kontrollierte Denkyira aufgrund seiner geographischen Lage zudem auch noch die Vermarktung des Goldes auf der sog. „westlichen Handelsroute“, d. h. nach Bono-Manso und Begho im Norden, von wo aus das Gold in den Transsaharahandel gelangte, sowie zu den Europäern an der Küste im Süden. Da in beiden Richtungen seit Beginn des Handels die Nachfrage nach dem Edelmetall bei weitem größer war als das Angebot, war auch das Gold für Denkyira seit seiner Gründung der mit Abstand wichtigste Wirtschaftsfaktor und die materielle Grundlage des staatlichen Gemeinwesens. Den Hauptgrund für Denkyira Kriege in der zweiten Hälfte des 17. Jahrhunderts kann man durchaus in einer Vermehrung dieser Wirtschaftsbasis und der damit verbundenen Machtstellung sehen. So verwundert es nicht, dass Denkyira Königshaus und Adelsstand das Gold auch als Symbol für Königswürde und Nation verwendeten. Vergoldete Schilde und Schwerter dienten als Insignien der eigenen Macht. Fremdsprachenkundige Berater des Königs erhielten z. B. Spazierstöcke mit Goldköpfen, mit denen sie sich vor anderen Herrschern legitimierten. Denkyirahene (König von Denkyira) Boa Amponsem (reg. ca. 1677–1692) soll persönlich Ornamente aus Gold für jeden zeremoniellen Anlass kreiert haben und so u. a. auch einen Goldenen Stuhl als Insigne des von ihm besetzten höchsten Amtes der Denkyira-Nation, was zudem auch noch mit einem religiösen Hintergrund verknüpft war, denn die Inthronisation eines neuen Denkyirahene war vor allem auch ein religiöser Akt.

## Der Goldene Stuhl Asantes

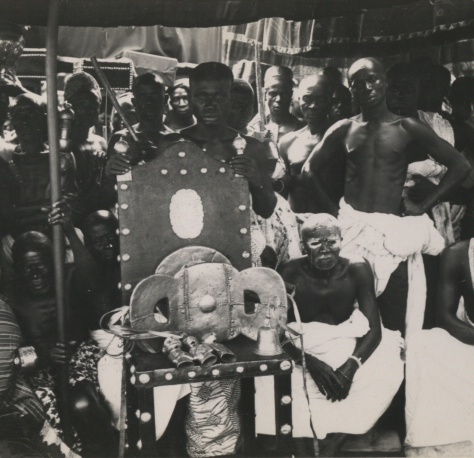
Der goldene Stuhl der Asantes 1935

Der Goldene Stuhl von Asante wurde beim Akt der aschantischen Staatsgründung vom Okomfo (Priester) Anokye (Anoki, Anochi), dem engen Freund und Ratgeber des ersten Asantehene Osei Tutu bei dessen Inthronisation erstmals der Öffentlichkeit präsentiert.
Die aschantische Überlieferung erzählt in diesem Zusammenhang folgende Geschichte: Anokyi erschien eines Tages vor Tutu und sprach: „Großer Häuptling, es freut Nyame (dem Himmels- und Schöpfergott), dir das Königreich von Asante zu schenken. Wenn du den Großen Rat mit allen Clanoberhäuptern des Landes einberufst, werde ich die Zeremonie vollziehen, mit der du als König eines neuen Einheitsstaates bestätigt wirst. Es ist der Wille Nyame’s.“ Daraufhin wurde der Große Rat einberufen und Anokyi flehte in einer Zeremonie Nyame um ein Zeichen an, mit dem er seinen Gefallen an Tutu als neuen König (Osei) eines neuen Staatenbundes ausdrücken würde. Als sich alle Blicke nach oben richteten, fiel vom Himmel ein Stuhl aus purem Gold herab, der direkt vor Tutu’s Füße auf dem Boden fiel. Anokyi sprach: „Dieser Stuhl enthält durch Gottes Willen die Seele der aschantischen Nation. Niemals darf ein anderer als der Asantehene auf diesem Stuhl sitzen und niemand darf ihn aus Asante entfernen, sonst wird allen Aschantis Unglück widerfahren.“
Der Goldene Stuhl Asantes, wenngleich er als solcher Okomfo Anokyi’s Kreation ist, soll eine Nachahmung des Goldenen Stuhles von Denkira sein. Der Goldene Stuhl Asantes symbolisiert dabei, wie die Überlieferung erwähnt, nicht nur Einigkeit, Macht und Stärke der Nation als solche, sondern er beinhaltete auch die Seele der aschantischen Nation, d. h., er diente aufgrund seiner proklamierten göttlichen Herkunft auch gleichzeitig als Schrein der Ahnen (in ihrer Gesamtheit), über den diese angerufen werden können. Daher dürfe auch der Goldene Stuhl niemals weder den Kopf eines Mannes berühren, noch die nackte Erde. Wegen letzterem wird der Goldene Stuhl beim Abstellen auf dem Erdboden auch immer auf eine speziell zum Stuhl gehörige Elefantenhaut gestellt. Für den Asantehene gilt das gleiche Verbot, er darf ebenfalls niemals, zumindest nicht während seiner Amtszeit als Stuhlbesetzer, mit seinen nackten Füßen die Erde betreten. Diese Erdverbotsregelung diente vor allem dazu, den Frieden zwischen den alteingesessenen, bodenständigen Stämmen, die als die eigentlichen Eigner des Bodens galten, und den eingewanderten Akan zu unterstreichen und auf eine religiös untermauerte, dauerhafte Grundlage zu stellen.
Der Umstand, dass beim Staatsgründungsakt zusammen mit dem „Goldenen Stuhl“ des Oyokohene (Chef des Oyoko-Clans) und Asantehene auch ein „Silberner Stuhl“ für den Mamponghene (der Häuptling der Stadt Mampong, der vom Bretuo-Clan gestellt wird), präsentiert wurde, deutet auf die Beendung eines erbitterten Machtkampfes zwischen beiden Clanen im Vorfeld der Staatseinigung hin. Als Besetzer des „Silbernen Stuhles“ war der Mamponghene der Vizekönig von Asante, der zudem in der Vergangenheit traditionell auch das Amt des Krontihene (oder Kontihene) innehatte, d. h. das des Oberbefehlshabers der aschantischen Streitkräfte im Falle, dass der König persönlich abwesend war.
Ohne diese Aussöhnung zwischen Landeigner und Einwanderer sowie zwischen den beiden mächtigsten Adelsclanen als Machtkonkurrenten wäre ein geeintes aschantisches Staatsgebilde auf die Dauer nicht überlebensfähig gewesen. Eine diese Aussöhnung unterstreichenden Symbolik besitzt daher einige soziopolitische Bedeutung bezüglich der Herausbildung eines nationalen Einheitsgefühls.
Andere goldene Staatssymbole Asantes waren z. B. das Goldene Schwert und die Goldene Axt.
Der Goldene Stuhl wird, zusammen mit weiteren Nationalinsignien, beim alljährlich stattfindenden Akwasidae-Festival in Kumasi der Öffentlichkeit gezeigt. (Das Akwasidae, auch Addai Kessie genannt, ist die aschantische Variante des sonst bei den Akan üblichen Adae-Festivals.)

## Der Goldene Stuhl der Ga
Auch im Ga-Königreich Akkra auf der östlichen Goldküste gab es im 17. Jahrhundert einen Goldenen Stuhl als Symbol der königlichen Macht und der Ga-Nation.
Der Goldene Stuhl der Ga soll jedoch nicht, wie sein aschantisches Gegenstück, aus massivem Gold sein, sondern aus Holz, das mit Blattgold überzogen ist. Seine Höhe beträgt ca. 1,5 m.
Die Legende berichtet, dass, als das Königreich Akkra 1677 von Akwamu überfallen wurde und unterging, ein Ewe-Mann namens Foli Bebe diesen Stuhl an sich genommen und ihn in seine Heimat östlich des Volta mitgenommen habe. Hier gründete Foli Bebe im Jahre 1680 die Stadt Glidji, in dessen Nähe, nahe einem Dorf namens Zowula, der Goldene Stuhl der Ga versteckt und unter Verschluss gehalten wurde. Eine andere Überlieferung besagt, Foli Bebe sei ein Ga-Häuptling gewesen, unter dessen Führung man aus Akkra geflüchtet und nach Glidji gezogen war. In einer wiederum anderen Variante der Überlieferung heißt es, unter den Ga-Flüchtlingen von 1680 habe sich auch die Schwester des ermordeten Königs von Akkra befunden, die zur Stammmutter der Klein-Popo-Könige wurde, nachdem sie den Ewe-König von Glidji, Foli Bebe, geheiratet hatte.
Das Königreich Klein Popo wurde um 1687 im Küstengebiet des heutigen Togo gemeinsam von Akan-Flüchtlingen aus Elmina, Ewe-Flüchtlingen aus Nuatja (Notsie, Nodschi) und Ga-Flüchtlingen aus dem untergegangenen Akkra gegründet.

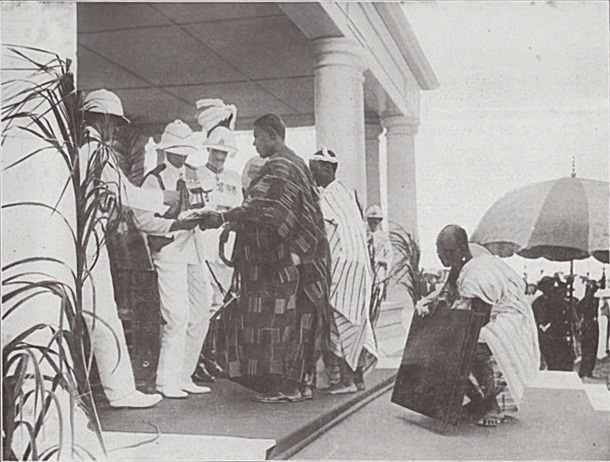
Die symbolische Übergabe des Goldenen Stuhls der Ga an den Prince of Wales, 1925

Obwohl die Einwohner von Glidji sich selbst als Ewe betrachten, halten sie seit 1680 das gerettete Nationalsymbol der Ga bis heute unter Verschluss. (Zumindest im Jahre 1948 war dies noch der Fall gewesen.) Die Ga haben seit Bekanntwerden der Rettung der einstigen Staatsinsignie nach Ewe ihr Nationalsymbol immer wieder zurückverlangt, was ihnen die Ewe jedoch verweigert haben. Es heißt, es sei zu dessen Rückerlangung sogar einmal ein Kriegszug unternommen worden, welcher jedoch für die Popo-Ga äußerst unglücklich verlief.
Scheinbar im Widerspruch zu dieser Überlieferung steht die Übergabe des Goldenen Stuhls der Ga in einem feierlichen Akt an den damaligen Prince of Wales (den späteren König Edward VIII.) während dessen Aufenthaltes an der Goldküste im Jahre 1925 (siehe Abbildung). Dies scheint jedoch nur eine symbolische Übergabe gewesen zu sein, bei der dem Prinzen nur ein kleineres, vergoldetes Modell des Stuhles als Zeichen der Anerkennung der britischen Oberhoheit überreicht wurde. Vielleicht wurde dabei aber auch eine Neuanfertigung des Stuhls übergeben.
Wie dem auch sei, der König von Glidji, obwohl selbst ein Ewe, bringt traditionell auch gegenüber dem Goldenen Stuhl der Ga Opfer dar, was er zu dreierlei Anlässen tut: zum Neujahrsfest, bevor er in den Krieg zieht und wenn er in der zuvorigen Nacht von dem Stuhl geträumt hat.
Das Neujahrsfest findet bei den Glidji-Ewe alljährlich immer am Ende der Maiserntesaison statt, d. h. am Ende des dreizehnten Mond-Monats der Ewe, was in der Regel in die dritte oder vierte Septemberwoche fällt. Bei den Ewe heißt dieses Fest „Epe-Ekpe“, die Ga feiern das gleiche Fest unter dem Namen „Homowo“. Dabei war und ist es jedoch den Ga-Leuten gestattet, sofern sie sich friedlich verhalten, dieses Fest mit den Ewe in Glidji gemeinsam zu feiern und dem Goldenen Stuhl ihre Opfer darzubringen, wobei jeder seinen eigenen Göttern huldigen könne. Hieran hat sich auch bis heute nichts geändert.